# الصحة في الهند
بلغ عدد سكان الهند، حسب إحصاء عام 2011، 1.21 مليار (0.62 مليار ذكور و 0.588 إناث). هناك تفاوتات كبيرة في الصحة بين الولايات. معدل وفيات الرضع في ولاية كيرلا هو 6 لكل ألف مولود حي، ولكن في ولاية أتار برديش بلغ 64.

## المؤشرات الصحية الرئيسية
ارتفع متوسط العمر المتوقع عند الولادة من 49.7 سنة في الفترة 1970-1975 إلى 67.9 سنة في الفترة 2010-2014. وفي نفس الفترة، يبلغ متوسط العمر المتوقع للإناث 69.6 سنة و66.4 سنة للذكور. وفي عام 2018، يُقال إن متوسط العمر المتوقع عند الولادة هو 69.1 سنة.
انخفض معدل وفيات الرضع من 74 لكل 1000 مولود حي في عام 1994 إلى 37 لكل 1000 مولود حي في عام 2015. ومع ذلك، لا تزال الفوارق بين الريف (41) والمدينة (25) مرتفعة اعتبارًا من عام 2015. في عام 2016، قُدّر معدل وفيات الرضع بنحو 34.6 لكل 1000 مولود حي.
كان معدل وفيات الأطفال دون سن الخامسة في البلاد 113 لكل 1000 مولود حي في عام 1994، بينما انخفض في عام 2018 إلى 41.1 لكل 1000 مولود حي.
انخفضت نسبة وفيات الأمهات من 212 لكل 100000 ولادة حية في الفترة 2007-2009 إلى 167 لكل 100000 ولادة حية في الفترة 2011-2013. ومع ذلك، لا تزال الفوارق بين ولاية كيرلا (61) وآسام (300) مرتفعة اعتبارًا من 2011-2013. في عام 2013، قُدرت نسبة وفيات الأمهات بنحو 190 لكل 100000 مولود حي.
بلغ معدل الخصوبة الإجمالي في البلد 2.3 في المناطق الريفية، بينما بلغ 1.8 في المناطق الحضرية خلال عام 2015.
كان السبب الأكثر شيوعًا لإجمالي سنوات الحياة الصحية المفقودة للمواطنين الهنود اعتبارًا من عام 2016 لجميع الأعمار والأجناس هو مرض نقص تروية القلب (حيث يمثل 8.66٪ من إجمالي سنوات الحياة الصحية المفقودة)، وكان ثاني مرض، الانسداد الرئوي المزمن (يمثل 4.81٪ من إجمالي سنوات الحياة الصحية المفقودة)،  والمرض الثالث هو الإسهال (وهو ما يمثل 4.64 ٪ من إجمالي سنوات الحياة الصحية المفقودة)، والمرض الرابع، التهابات الجهاز التنفسي السفلي (وهو ما يمثل 4.35 ٪ من إجمالي سنوات الحياة الصحية المفقودة).
وفقًا للأرقام المتعلقة بمعدل وفيات الأطفال، وهو ما يشكل عقبة كبيرة أمام الحكومة، فإن الأسباب الثانية الأكثر شيوعًا في وفيات الأطفال دون سن الخامسة هي أمراض مثل الإسهال، وعدوى الجهاز التنفسي السفلي وأمراض معدية أخرى (ما يمثل 22598.71 من سنوات الحياة الصحية المفقودة لكل 100000 نسمة) اعتبارًا من عام 2016، ويمكن تفادي ذلك.

## المشاكل الصحية

### سوء التغذية
يشير سوء التغذية إلى أوجه القصور أو التجاوزات أو الاختلالات في استهلاك الشخص للطاقة وَ/ أو العناصر الغذائية.  يغطي مصطلح سوء التغذية مجموعتين عريضتين من الحالات.إحداهما نقص التغذية - والتي تشمل القزامة (الطول المنخفض مقارنةً بالعمر)، الهزال (الوزن المنخفض مقارنةً بالطول)، نقص الوزن (الوزن المنخفض مقارنةً بالعمر) ونقص المغذيات الدقيقة (نقص الفيتامينات والمعادن المهمة). والأخرى هي زيادة الوزن - تتضمن زيادة الوزن والسمنة والأمراض غير السارية المرتبطة بالنظام الغذائي (مثل أمراض القلب والسكتة الدماغية والسكري والسرطان).
وفقًا لتقرير صدر عام 2005، فإن 60٪ من أطفال الهند دون سن الثالثة يعانون من سوء التغذية، وهو ما يزيد عن الإحصاءات في أفريقيا جنوب الصحراء الكبرى بنسبة 28٪. وتشير بيانات البنك الدولي إلى أن الهند لديها واحدة من أعلى النسب السكانية على مستوى العالم للأطفال الذين يعانون من سوء التغذية. ويُقال إنها ضعف تلك التي تعاني منها أفريقيا جنوب الصحراء الكبرى والتي تخلف عواقب وخيمة. ضمن مؤشر الجوع العالمي في الهند، تحتل الهند المرتبة 67، من بين 80 دولة تعاني من أسوأ حالة جوع، ما يجعلها أقل من كوريا الشمالية أو السودان. يعاني 44٪ من الأطفال دون الخامسة من العمر من نقص الوزن، في حين يعاني 72٪ من الأطفال من فقر الدم. يُعتبر واحدٌ من كل ثلاثة أطفال يعانون من سوء التغذية في العالم يعيش في الهند.
الدول التي يعاني سكانها من سوء التغذية بشكل بارز:
1. أتر برديش: معظم الأطفال هنا، في ولاية الهند الأكثر كثافة سكانية، دون سن الخامسة يعانون من القزامة بسبب سوء التغذية.
2. تاميل نادو: رغم التعليم العالي في الدولة، كان لديها مشكلة بارزة في سوء التغذية لدى الأطفال. تكشف الدراسة الاستقصائية الوطنية لصحة الأسرة أن 23٪ من الأطفال هنا يعانون من نقص الوزن، في حين أظهر 25٪ من أطفال تشيناي نموًا معتدلًا.
3. ماديا براديش: كشفت بيانات 2015 أن ماديا براديش لديها أكبر عدد من الأطفال الذين يعانون من سوء التغذية في الهند - 74.1 ٪ منهم دون سن 6 يعانون من فقر الدم، ويتعين على 60% منهم أن يتعاملوا مع سوء التغذية.
4. جهارخاند وبهار: وبنسبة 56.5٪، تُعد جهارخاند ثاني ولاية تمتلك أكبر عدد من الأطفال المصابين بسوء التغذية في الهند. ويتبع ذلك بيهار بنسبة 55.9٪.

#### أشكال سوء التغذية
- سوء التغذية الناجم عن نقص البروتينات والطاقة (بّي إي إم): يُعرف أيضاً بسوء التغذية الناجم عن نقص البروتين والسعرات الحرارية.
- نقص الحديد: فقر الدم الغذائي الذي يمكن أن يؤدي إلى انخفاض الإنتاجية، ويودي أحيانًا إلى النهاية.
- نقص فيتامين (أ): يمكن أن يؤدي إلى العمى أو ضعف الجهاز المناعي.
- نقص اليود: الذي يمكن أن يؤدي إلى شكاوى عقلية أو بدنية خطيرة.
- نقص فيتامين ب المركب: يمكن أن يؤدي إلى نقص الوزن عند الولادة أو التشوهات الخلقية مثل تشقق العمود الفقري.[9][10]

#### سوء التغذية لدى الأطفال
الطفل الذي يحصل على تغذية جيدة هو الطفل الذي تقارن قياسات وزنه وطوله على نحو جيد جدًا في إطار التوزيع العادي القياسي لأطوال وأوزان الأطفال الأصحاء من نفس العمر والجنس. فالطفل الذي لا يحتوي استهلاكه اليومي على العناصر المغذية الكافية، لا يتعرض لتأخير النمو البدني والحركي فحسب، بل ويتعرض أيضًا لزيادة خطر الوفاة، والحد من الدفاعات المناعية، وانخفاض القدرات المعرفية والتعليمية. يحد سوء التغذية من إنتاجية كل من يقعون ضحيةً له، وبالتالي فإنه يعمل على إدامة الفقر.
وكما هو الحال مع سوء التغذية الخطير، فإن حالات تأخير النمو تعوق أيضًا النمو الفكري للطفل. وكثيرًا ما يعاني الأطفال المرضى المصابون بسوء التغذية المزمن، ولا سيما عندما يصاحبهم فقر الدم، من انخفاض القدرة على التعلم خلال السنوات الأولى الحاسمة من الالتحاق بالمدارس.

#### سوء التغذية لدى البالغين
بسبب انخفاض وضعهم الاجتماعي، تُعد الفتيات أكثر عرضة لخطر سوء التغذية من الفتيان في سنهم. باعتبارها نتيجة جزئية لهذا التحيز الثقافي، يعاني ما يصل إلى ثلث إجمالي عدد النساء البالغات في الهند من نقص الوزن. تقودهم الرعاية غير الكافية لهؤلاء النساء المتخلفات بالفعل، خاصةً أثناء الحمل، إلى ولادة أطفال ناقصي الوزن معرضين لمزيد من سوء التغذية والأمراض.